# Haloterrigena
Genre
Espèces de rang inférieur
- Haloterrigena daqingensis
- Haloterrigena hispanica
- Haloterrigena jeotgali
- Haloterrigena limicola
- Haloterrigena longa
- Haloterrigena saccharevitans
- Haloterrigena salina
- Haloterrigena thermotolerans
- Haloterrigena turkmenica
- Haloterrigena turpansis

Haloterrigena est un genre d'archées halophiles de la famille des Halobacteriaceae.